# وایدهوفن آندر تایا
وایدهوفن آندر تایا (به آلمانی: Waidhofen an der Thaya) یک شهر در اتریش است که در ناحیه وایدهوفن آن در تایا واقع شده‌است. وایدهوفن آندر تایا ۴۶٫۰۳ کیلومتر مربع مساحت دارد ۵۱۰ متر بالاتر از سطح دریا واقع شده‌است.